# Microcreagris cingara
Microcreagris cingara är en spindeldjursart som beskrevs av Chamberlin 1930. Microcreagris cingara ingår i släktet Microcreagris och familjen helplåtklokrypare. Inga underarter finns listade i Catalogue of Life.